# Kartago förlag

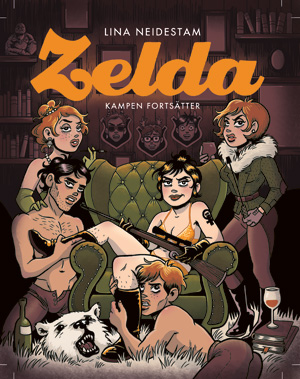
Omslag till Lina Neidestams album, som gavs ut på Kartago Förlag.

Kartago förlag är ett svenskt bokförlag som sedan 2001 ger ut främst svenska och skandinaviska tecknade serier samt satir- och humorlitteratur, många gånger med samhällskritiska inslag. Sedan 2019 ingår man som en förlagsdel i Cobolt förlag. 

## Historik
Förlaget grundades av Rolf Classon, en av grundarna av tidskriften Galago. Första utgåvan var samlingsboken Jag Arne av Charlie Christensen, och därefter fortsatte man med Canimus av Knut Larsson och Rocky av Martin Kellerman. Förlaget köptes 2006 av norska Schibsted-koncernen, som 2009 sålde Kartago vidare till konkurrenten Bonniers.
Förlagsredaktör var 2017–2019 Nina Hemmingsson, som då blev en av de första kvinnliga svenska förläggarna när Classon gick i pension. Classon kvarstod dock fortfarande som verkställande direktör. 2019 återkom Classon, efter att de båda förläggarna Hemmingsson och Thomas Olsson slutat och förlaget sålts till Cobolt.
I förlagets författarstall märks bland andra Martin Kellerman, Lise Myhre, Frode Øverli, Lena Ackebo, Nina Hemmingsson, Jan Stenmark, Max Andersson, Anneli Furmark, Eric Ericson och Joakim Arhammar.